# Èczema nummular

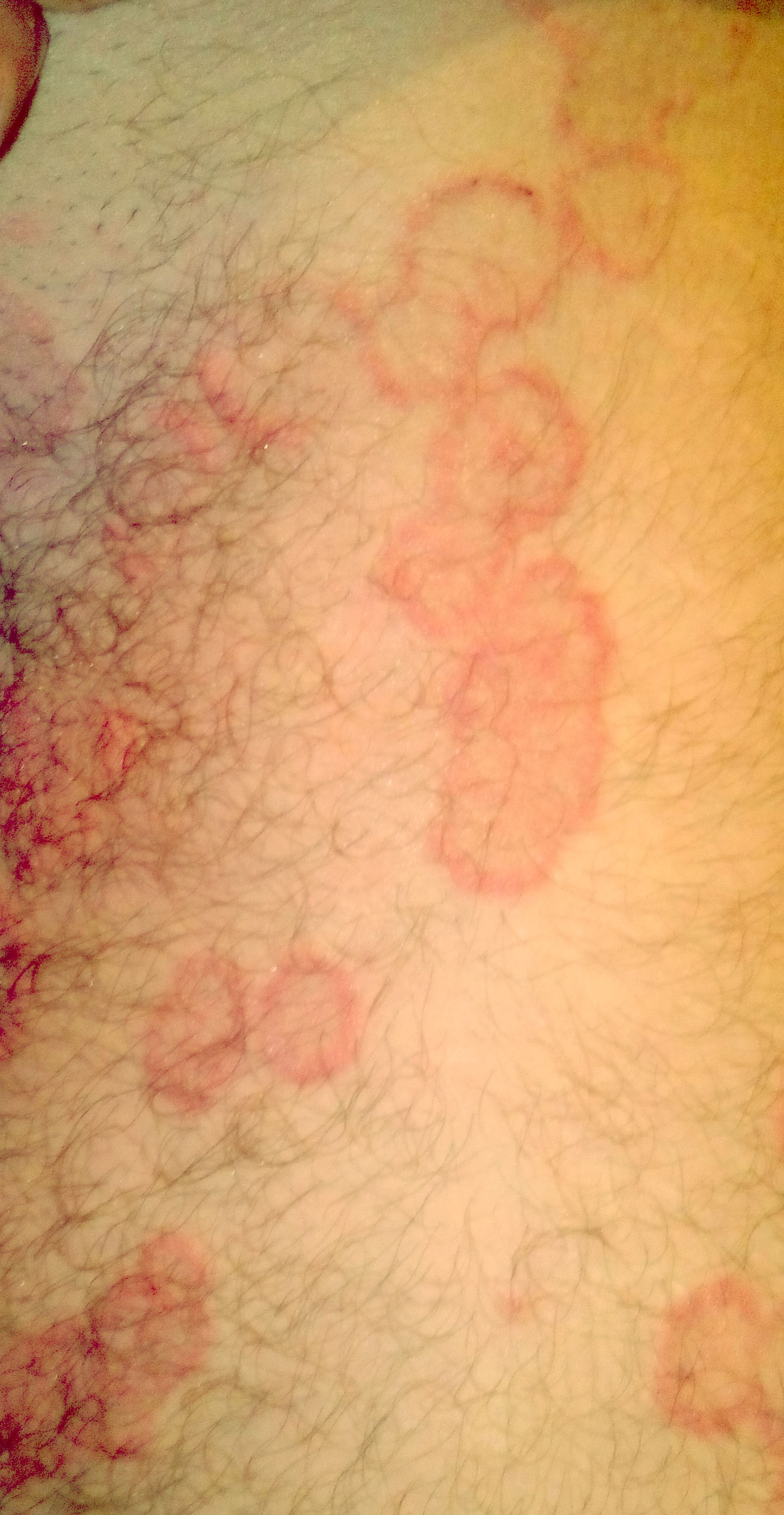
Èczema nummular

La èczema nummular o dermatitis nummular és una de les moltes formes de dermatitis. es caracteritza per lesions pruriginoses de forma rodona o ovalada. El nom prové de la paraula llatina "nummus", que significa "moneda".

## Senyals i símptomes
La dermatitis momular es caracteritza per plaques vermelles amb forma de moneda ovoide crònica o recurrent amb picor. Es poden presentar al tronc, a les extremitats, a la cara i a les mans.

## Causes
Se sap que molts sensibilitzants o irritants per contacte causen dermatitis de contacte superposada a la dermatitis nummular. Els estudis han implicat el níquel, el cobalt, el cromat i la fragància com a possibles culpables. La xerosi o deshidratació de la pell també és una causa probable. La infecció amb bacteris Staphylococcus aureus o Candida albicans també pot tenir un paper important.

## Diagnòstic
El diagnòstic de la dermatitis nummular es fa principalment mitjançant l'observació clínica. Les biòpsies normalment no són necessàries i no es poden utilitzar per descartar altres dermatitis atòpiques o altres èczemes. No obstant això, es poden utilitzar proves de pegats per descartar els irritants (dermatitis de contacte) com a causa. En nens, la dermatitis nummular es confon habitualment amb la tinya del cos.

## Tractament
Una de les claus del tractament i la prevenció consisteix a mantenir la pell hidratada. Les locions, cremes i olis per al bany poden ajudar a prevenir un brot. Si la condició s'incrementa, un tractament comú implica l'aplicació de glucocorticoides tòpics. Els antihistamínics orals poden ajudar a disminuir la picor. Evitar els irritants és una estratègia habitual. De vegades, els casos més greus responen al tractament amb llum ultraviolada. Si la malaltia es produeix només durant els mesos d'hivern sense sol, el suplement de vitamina D pot ser un tractament eficaç.

## Epidemiologia
La prevalença de dermatitis nummular als Estats Units és d'aproximadament 2 per 1.000. Rarament afecta els nens.